# Bucy-le-Long
Bucy-le-Long és un municipi francès situat al departament de l'Aisne i a la regió dels Alts de França. L'any 2007 tenia 1.965 habitants.

## Demografia

### Població
El 2007 la població de fet de Bucy-le-Long era de 1.965 persones. Hi havia 740 famílies de les quals 136 eren unipersonals (52 homes vivint sols i 84 dones vivint soles), 240 parelles sense fills, 300 parelles amb fills i 64 famílies monoparentals amb fills.
La població ha evolucionat segons el següent gràfic:
Habitants censats

### Habitatges
El 2007 hi havia 787 habitatges, 749 eren l'habitatge principal de la família, 9 eren segones residències i 29 estaven desocupats. 751 eren cases i 32 eren apartaments. Dels 749 habitatges principals, 615 estaven ocupats pels seus propietaris, 127 estaven llogats i ocupats pels llogaters i 7 estaven cedits a títol gratuït; 18 tenien dues cambres, 94 en tenien tres, 229 en tenien quatre i 408 en tenien cinc o més. 540 habitatges disposaven pel capbaix d'una plaça de pàrquing. A 312 habitatges hi havia un automòbil i a 378 n'hi havia dos o més.

### Piràmide de població
La piràmide de població per edats i sexe el 2009 era:
| Homes | Edats   | Dones |
| ----- | ------- | ----- |
| 0     | 95 o +  | 4     |
| 0     | 90 a 94 | 4     |
| 8     | 85 a 89 | 16    |
| 12    | 80 a 84 | 12    |
| 20    | 75 a 79 | 32    |
| 52    | 70 a 74 | 36    |
| 24    | 65 a 69 | 64    |
| 40    | 60 a 64 | 32    |
| 60    | 55 a 59 | 64    |
| 60    | 50 a 54 | 64    |
| 80    | 45 a 49 | 76    |
| 76    | 40 a 44 | 80    |
| 80    | 35 a 39 | 76    |
| 88    | 30 a 34 | 68    |
| 44    | 25 a 29 | 60    |
| 32    | 20 a 24 | 28    |
| 84    | 15 a 19 | 72    |
| 68    | 10 a 14 | 72    |
| 76    | 5 a 9   | 108   |
| 32    | 0 a 4   | 52    |

## Economia
El 2007 la població en edat de treballar era de 1.257 persones, 907 eren actives i 350 eren inactives. De les 907 persones actives 837 estaven ocupades (439 homes i 398 dones) i 70 estaven aturades (31 homes i 39 dones). De les 350 persones inactives 134 estaven jubilades, 137 estaven estudiant i 79 estaven classificades com a «altres inactius».

### Ingressos
El 2009 a Bucy-le-Long hi havia 746 unitats fiscals que integraven 1.969,5 persones, la mediana anual d'ingressos fiscals per persona era de 19.035 €.

### Activitats econòmiques
Dels 63 establiments que hi havia el 2007, 1 era d'una empresa extractiva, 2 d'empreses alimentàries, 1 d'una empresa de fabricació de material elèctric, 1 d'una empresa de fabricació d'elements pel transport, 8 d'empreses de fabricació d'altres productes industrials, 15 d'empreses de construcció, 8 d'empreses de comerç i reparació d'automòbils, 5 d'empreses de transport, 1 d'una empresa d'hostatgeria i restauració, 1 d'una empresa d'informació i comunicació, 6 d'empreses de serveis, 9 d'entitats de l'administració pública i 5 d'empreses classificades com a «altres activitats de serveis».
Dels 20 establiments de servei als particulars que hi havia el 2009, 1 era una oficina de correu, 1 taller de reparació d'automòbils i de material agrícola, 3 paletes, 2 guixaires pintors, 4 fusteries, 3 lampisteries, 2 electricistes, 1 empresa de construcció, 1 perruqueria i 2 salons de bellesa.
Dels 3 establiments comercials que hi havia el 2009, 1 era una botiga de més de 120 m², 1 una botiga de menys de 120 m² i 1 una peixateria.
L'any 2000 a Bucy-le-Long hi havia 7 explotacions agrícoles.

## Equipaments sanitaris i escolars
L'únic equipament sanitari que hi havia el 2009 era una farmàcia.
El 2009 hi havia 1 escola maternal i 1 escola elemental.

## Poblacions properes
El següent diagrama mostra les poblacions més properes.